# Anastácio
Anastácio là một đô thị thuộc bang Mato Grosso do Sul, Brasil. Đô thị này có diện tích 2949,206 km², dân số năm 2007 là 22382 người, mật độ 7,59 người/km².